# پاینکرست (کالیفرنیا)
پاینکرست (به انگلیسی: Pinecrest) یک منطقه ثبت‌نشده در شهرستان نوادا، ایالت کالیفرنیا است. این منطقه در ارتفاع ۷۴۳ متری (۲۴۳۸ فیت) از سطح در واقع شده‌است.